# HIPPI
HIPPI（ヒッピー、HIgh Performance Parallel Interface、高速並列インタフェース）は、コンピュータのバスの一種であり、スーパーコンピュータと高速記憶装置を接続するのに使われる。1980年代後半から1990年代中盤までよく使われたが、より高速なSCSIやファイバーチャネルに取って代わられた。
最初のHIPPI規格は50本のツイストペアケーブルであり、800Mビット/s (100MB/s) で使用された。その後、光ファイバーケーブルを使って1600Mビット/s (200MB/s) まで改良された。最終的に高速化の成果として HIPPI-6400 規格ができ、ANSI規格となってGSN (Gigabyte System Network) と改称された(1998年)が、対抗規格が出てきたためにあまり使われていない。
HIPPIが使われなくなった理由を理解するには、Ultra3 SCSI が160MB/sでどこのパソコンショップでも買えるということを想起していただきたい。また、ファイバーチャネルはHIPPIともSCSIとも置き換え可能であり（両方のプロトコルが動作する）、スピードはファイバーならば400MB/s、銅線ツイストペアケーブル1組なら100MB/sである。
HIPPIはANSIでは最初の「ほぼ」ギガビットのネットワークデータ通信規格であった（0.8Gビット/s）。スーパーコンピュータ（クレイ、IBM、SGI）のために設計され、イーサネットのような一般市場向け規格と対抗しようとしたことはない。80～90年代にHIPPIのために開発された技術は、インフィニバンドのような技術に受け継がれている。HIPPIの特筆すべき点は、イーサネットがまだ10Mビット/sでSONETの OC-3（155Mビット/s）が最先端技術と言われていた時期に開発されたことである。